# Dani Carvajal
Daniel »Dani« Carvajal Ramos  španski nogometaš, * 11. januar 1992, Leganés, Španija.

## Življenje in delo
Daniel Carvajal Ramos ( rojen 11. januarja 1992), bolj pogosto znan kot Dani Carvajal, je španski profesionalni nogometaš, ki igra za Real Madrid kot desni bočni branilec. Vso svojo profesionalno kariero je igral za Real Madrid, razen ene sezone, ko je igral za nemški klub Bayer Leverkusen v sezoni 2012-13, preden se je prebil v prvo ekipo Reala in osvojil različne domače in mednarodne pokale.
Leta 2011 je osvojil Evropsko prvenstvo z ekipo U19 in leta 2013 z U21. Za člansko ekipo je debitiral leta 2014.
Klubska kariera
Real Madrid B
Carvajal je bil rojen v Leganesu, v predmestju Madrida. Pridružil se je Realovi mladi akademiji, ko je bil star 10 let in se povzpenjal po lestvici, dokler ni dosegel druge ekipe Real Madrida, Real Madrid Castillia.
V njegovi prvi sezoni v Real Madrid Castilli je bil nemudoma uvrščen v začetno enajsterico in nosil je kapetanski trak. V naslednji sezoni se je odrezal še bolje (38 tekem, 2 gola, končnica vključena), ko se je B ekipa vrnila v drugo špansko ligo po petletni odsotnosti.  
Bayer Leverkusen
Ker ni odigral niti ene tekme za Real, je 11. julija 2012 podpisal petletno pogodbo z nemškim klubom Bayer Leverkusen za odškodnino 5€ milijonov. V svoji pogodbi je imel klavzulo v višini 6,5€ milijonov, če bi ga Real želel odkupiti nazaj po eni sezoni, 7€ milijonov po dveh sezonah in približno 8,5€ milijonov po treh sezonah. 
V Bundesligi je debitiral 1. septembra 2012 pri zmagi domačih nad SC Freiburg z 2-0. Hkrati je bil imenovan v ekipo tedna. Svoj prvi gol za ekipo je dosegel 25. novembra , ko je zadel za 2-1 pri domači zmagi nad TSG 1899 Hoffenheim. 
Izbran je bil med tri najboljše desne bočne branilce po koncu njegove prve in hkrati zadnje sezone. Skupaj z njim sta bila še Phillip Lahm in Atsuto Uchida. Prejel je 16% vseh glasov od svojih navijačev. 
Real Madrid
13. junija 2013 je Real Madrid izkoristil klavzulo v njegovi pogodbi in Carvajal je postal prva okrepitev Reala v sezoni 2013-2014 za domnevno odškodnino 6,5€ milijonov. Bayernov predsednik Rudi Völler je to potrdil z izjavo:„ Real Madrid je opazil odlične predstave Dania v tej sezoni in bilo je samo vprašanje časa kdaj bodo izkoristili klavzulo v pogodbi. “ Na predstavitveni konferenci je spregovoril o sreči s tem, da se je vrnil, zahvalil se je predsedniku kluba, navijačem in klubu.   
V La Ligi je debitiral 18. avgusta 2013 v 2-1 domači zmagi nad Real Betisom. Mesec pozneje je odigral prvo tekmo lige prvakov proti Galatasarayu v skupinskem delu. Odigral je vseh 90 minut in ekipa je zmagala z 6-1.
V prvi sezoni je odigral 45 tekem in zadel dvakrat v La ligi proti Rayo Vallecano in CA Osasuna. Vseh 120 minut je odigral v finalu lige prvakov, 4-1 za Real proti Atlético Madrid.
Leta 2014 je z ekipo osvojil UEFA Super pokal, ko so premagali rojake Sevillo FC in v istem letu je z ekipo osvojil Svetovno klubsko prvenstvo, ko so premagali argentinsko moštvo San Lorenzo de Almagro. V letu 2015 je v polfinalu lige prvakov v prvem krogu v kazenskem prostoru storil prekršek nad Carlosom Tevezom. Tevez je prevzel odgovornost in enajstmetrovko spremenil v drugi zadetek za Juventus F.C.  Zmagali so z 2-1.
Mednarodna kariera
Leta 2013 na UEFA Evropskem U21 prvenstvu je bil Carvajal zamenjava za Barceloninega igralca Martina Montoya. Igral je skupinskem delu proti Nizozemski in Španija je zmagala 3-0. Španija je osvojila ta turnir. Vicente del Bosque ga je uvrstil v začasno 30 člansko ekipo za Svetovno prvenstvo 2014. Vsi Realovi in Atleticovi igralci so bili oproščeni z ogrevalno tekmo z Bolivijo 30. maja 2014 zaradi finala lige prvakov. Z liste je bil umaknjen naslednji dan. 29. avgusta 2014 je bil vpoklican v reprezentanco prvikrat, proti Franciji in Makedoniji. Za Španijo je debitiral  4. septembra 2014 proti Makedoniji. Španija je prijateljsko temo izgubila z 1-0. Odigral je celo tekmo. 